# Clitoria sagotii
Clitoria sagotii är en ärtväxtart som beskrevs av Paul R. Fantz. Clitoria sagotii ingår i släktet Clitoria, och familjen ärtväxter.

## Underarter
Arten delas in i följande underarter:
- C. s. canaliculata
- C. s. sagotii
- C. s. sprucei